# 1903年香港
|        | 香港歷史 \| 香港歷史年表                                                                                                   |
| 世紀： | 19世紀香港 \| 20世紀香港 \| 21世紀香港                                                                                     |
| 年代： | 1870年代香港 \| 1880年代香港 \| 1890年代香港 \| 1900年代香港 \| 1910年代香港 \| 1920年代香港 \| 1930年代香港               |
| 年份： | 1899年香港 \| 1900年香港 \| 1901年香港 \| 1902年香港 \| 1903年香港 \| 1904年香港 \| 1905年香港 \| 1906年香港 \| 1907年香港 |
| 紀年： | 癸卯年（兔年）、香港開埠62周年                                                                                             |

## 大事記
- 1月28日，洪全福等策劃廣州起義失敗。
- 2月24日，聖士提反書院落成啟用。
- 4月1日，孖剌西報編輯主任克寧漢與謝纘泰等於都爹利街籌辦南華早報，資本15萬港元。[1]
- 5月23日，中電於紅磡公主道及漆咸道交界的紅磡發電廠開始供電。
- 6月：
  - 香港電車開始鋪設路軌。
  - 當局勘查新界農地工作完畢，共計農地40,730英畂。[1]
- 7月，中國日報改組。
- 8月，港督卜力發表接收及任內對管治新界的報告書。
- 9月19日，當局頒佈《商航條例》。
- 9月，受清廷官員王之春委託，思想家鄭觀應赴港偵查私運槍械，查出灣仔一貨倉私藏洋槍5,000枝，報警充公。[1]
- 10月，思想家康有為返港侍奉母親，居港5個月後再次出國遊歷。
- 11月6日，經籌備7個月，南華早報正式創刊。
- 11月12日：
  - 華人領袖上書英廷，請求延長港督卜力任期未果。
  - 最高法院大樓正式動工，卜力主持奠基禮。[1]
- 11月22日，港督卜力調任錫蘭總督，由輔政司梅含理署任港督。
- 12月15日，港府政電殖民地部，要求速建九廣鐵路。
- 本年：
  - 兩廣總督岑春煊訪問香港。[1]
  - 頒佈《教育補助新條例》。
  - 當局嚴厲執行《公共衛生及建築條例》。
  - 灣仔首間公共浴室建成。
  - 鯉魚門西灣炮台建成。
  - 香港郵政首次經西伯利亞鐵路運郵件到歐洲。
  - 共有官立學校13間，資助學校90間，學生4,960人。[1]
  - 政府財政收入為524萬，支出540萬。[1]
  - 總人口為325,631人，外國人佔18,581名。[1]